# Nam vương Quốc tế 2015
Nam vương Quốc tế 2015 là cuộc thi Nam vương Quốc tế lần thứ mười được tổ chức vào ngày 30 tháng 11 năm 2015 tại Manila, Philippines. Pedro Mendes đến từ Thụy Sĩ đăng quang ngôi vị Nam vương Quốc tế thứ mười.

## Kết quả
| Thứ hạng                         | Thứ hạng | Thứ hạng | Thứ hạng |
| Hạng                             | Thí sinh |          |          |
| -------------------------------- | --- | -------- | -------- |
| Mister International 2015        | - Thụy Sĩ — Pedro Mendes |          |          |
| Á vương 1                        | - Brasil — Anderson Tomazini |          |          |
| Á vương 2                        | - Hàn Quốc — Sang Jin Lee |          |          |
| Á vương 3                        | - Panama — Julian Javier Torres |          |          |
| Á vương 4                        | - Séc — Jakub Kraus |          |          |
| Top 10                           | - Indonesia — Kenny Austin - Philippines — Reniel Villareal - Puerto Rico — Fernando Alberto Álvarez - Úc — Christopher Nayna - Venezuela — Rafael Angelucci |          |          |
| Top 15                           | - Liban — Farid Matar - México — Alejandro Ruiz - Tây Ban Nha — Daniel Barreres - Thụy Điển — Ivan Djelević Virriat - Trung Quốc — Nan Li |          |          |
| Giải thưởng đặc biệt             | |          |          |
| Giải thưởng                      | Thí sinh |          |          |
| Mister Congeniality              | - Singapore — Edwin Aw |          |          |
| Mister Photogenic                | - México — Alejandro Ruiz |          |          |
| Best National Costume            | Winner - Philippines — Reniel Villareal 1st Runner-Up - Indonesia — Kenny Austin 2nd Runner-Up - Venezuela — Rafael Angelucci Top 10 - Ấn Độ — Halley Laithangbam - Ba Lan — Rafał Jonkisz - Brasil — Anderson Tomazini - Hoa Kỳ — Troy Thomas - Panama — Julian Javier Torres - Puerto Rico — Fernando Alberto Álvarez - Thái Lan — Chalaphon Karnwatee |          |          |
| Giải thưởng từ nhà tài trợ       | |          |          |
| Giải thưởng                      | Thí sinh |          |          |
| Mister Diamond Star              | - Puerto Rico — Fernando Alvarez |          |          |
| Mister Fort Ilocandia            | - Brasil — Anderson Tomazini |          |          |
| Mister Mary Kay Cosmetics        | - Venezuela — Rafael Angelucci |          |          |
| Mister Natasha                   | - Brasil — Anderson Tomazini |          |          |
| Mister New Placenta Soap For Men | - Puerto Rico — Fernando Alvarez |          |          |
| Mister Oxin Telegenic            | - Ý — Andrea Luceri |          |          |
| Mister Plaza de Norte            | - Indonesia — Kenny Austin |          |          |
| Mister Philippines Airlines      | - Philippines — Reniel Villareal |          |          |
| Mister River Mount               | - Philippines — Reniel Villareal |          |          |
| Mister Smart                     | - Úc — Christopher Nayna |          |          |
| Mister Teceruma Spa & Salon      | - Philippines — Reniel Villareal |          |          |
| Mister Unisilverwatch Time       | - Tây Ban Nha — Daniel Barreres |          |          |
| Mister Vertex                    | - Indonesia — Kenny Austin |          |          |

## Các thí sinh
36 thí sinh dự thi.
| Quốc gia/vùng lãnh thổ | Thí sinh                 | Tuổi | Chiều cao               | Quê quán                   |
| ---------------------- | ------------------------ | ---- | ----------------------- | -------------------------- |
| Ấn Độ                  | Halley Laithangbam       | 30   | 1,83 m (6 ft 0 in)      | Manipur                    |
| Ba Lan                 | Rafał Jonkisz            | 18   | 1,87 m (6 ft 1+1⁄2 in)  | Rzeszów                    |
| Bỉ                     | Karim Setta              | 19   | 1,87 m (6 ft 1+1⁄2 in)  | Mol                        |
| Bolivia                | Rodrigo Arze             | 21   | 1,86 m (6 ft 1 in)      | Cochabamba                 |
| Brasil                 | Anderson Tomazini        | 26   | 1,86 m (6 ft 1 in)      | Ilhabela                   |
| Campuchia              | Moeurn Makara            | 24   | 1,87 m (6 ft 1+1⁄2 in)  | Phnom Penh                 |
| Colombia               | Christian Hernandez      | 23   | 1,95 m (6 ft 5 in)      | Cali                       |
| Costa Rica             | Jorge Mario Castillo     | 26   | 1,84 m (6 ft 1⁄2 in)    | San Ramon                  |
| Cộng hòa Dominica      | Freds Rivera             | 20   | 1,87 m (6 ft 1+1⁄2 in)  | Santiago de los Caballeros |
| Đan Mạch               | Stefano Sandro           | 28   | 1,88 m (6 ft 2 in)      | Copenhagen                 |
| Gruzia                 | Bachi Beradze            | 22   | 1,83 m (6 ft 0 in)      | Tbilisi                    |
| Guam                   | Lukess Sos               | 23   | 1,80 m (5 ft 11 in)     | Mangilao                   |
| Hà Lan                 | Cas Winters              | 24   | 1,90 m (6 ft 3 in)      | Den Haag                   |
| Hàn Quốc               | Sang Jin Lee             | 29   | 1,81 m (5 ft 11+1⁄2 in) | Seoul                      |
| Hoa Kỳ                 | Troy Thomas              | 21   | 1,85 m (6 ft 1 in)      | Virginia                   |
| Indonesia              | Kenny Austin             | 23   | 1,76 m (5 ft 9+1⁄2 in)  | Medan                      |
| Liban                  | Farid Matar              | 28   | 1,88 m (6 ft 2 in)      | Beirut                     |
| Malaysia               | Ahmad Kasyful Azim       | 28   | 1,83 m (6 ft 0 in)      | Kuala Lumpur               |
| México                 | Alejandro Ruiz           | 23   | 1,80 m (5 ft 11 in)     | Sinaloa                    |
| Myanmar                | Zin Min Htet             | 23   | 1,80 m (5 ft 11 in)     | Yangon                     |
| Nhật Bản               | Junpei Watanabe          | 26   | 1,85 m (6 ft 1 in)      | Akita                      |
| Panama                 | Julian Javier Torres     | 24   | 1,78 m (5 ft 10 in)     | Panama City                |
| Pháp                   | Bryan Weber              | 24   | 1,79 m (5 ft 10+1⁄2 in) | Paris                      |
| Philippines            | Reniel Villareal         | 26   | 1,89 m (6 ft 2+1⁄2 in)  | Quezon                     |
| Puerto Rico            | Fernando Alberto Álvarez | 21   | 1,83 m (6 ft 0 in)      | San Juan                   |
| Séc                    | Jakub Kraus              | 26   | 1,84 m (6 ft 1⁄2 in)    | Liberec                    |
| Singapore              | Edwin Aw                 | 28   | 1,86 m (6 ft 1 in)      | Pasir Ris                  |
| Sri Lanka              | Jake Sanaratne           | 21   | 1,80 m (5 ft 11 in)     | Colombo                    |
| Tây Ban Nha            | Daniel Barreres          | 21   | 1,87 m (6 ft 1+1⁄2 in)  | Valencia                   |
| Thái Lan               | Chalaphon Karnwatee      | 20   | 1,80 m (5 ft 11 in)     | Nonthaburi                 |
| Thụy Điển              | Ivan Djelević Virriat    | 20   | 1,87 m (6 ft 1+1⁄2 in)  | Lund                       |
| Thụy Sĩ                | Pedro Mendes             | 26   | 1,88 m (6 ft 2 in)      | Geneva                     |
| Trung Quốc             | Nan Li                   | 21   | 1,83 m (6 ft 0 in)      | Guangdong                  |
| Úc                     | Christopher Nayna        | 25   | 1,88 m (6 ft 2 in)      | Melbourne                  |
| Venezuela              | Rafael Angelucci         | 22   | 1,86 m (6 ft 1 in)      | Barquisimeto               |
| Ý                      | Andrea Luceri            | 25   | 1,90 m (6 ft 3 in)      | Lecce                      |